# Dr. Feelgood
| 전문가 평가                      | 전문가 평가 |
| 평가 점수                        | 평가 점수   |
| 출처                             | 점수        |
| -------------------------------- | ----------- |
| AllMusic                         | [ 5 ]       |
| Chicago Tribune                  | [ 6 ]       |
| Classic Rock                     | 7/10        |
| Collector's Guide to Heavy Metal | 8.5/10      |
| Los Angeles Times                | [ 9 ]       |
| Metal Storm                      | 9.0/10      |
| Record Collector                 | [ 11 ]      |
| The Rolling Stone Album Guide    | [ 12 ]      |
| Sputnikmusic                     | 3.5/5       |

《Dr. Feelgood》는 1989년 8월 28일에 발매된 미국의 헤비 메탈 밴드 머틀리 크루의 다섯 번째 스튜디오 음반이다. 《Dr. Feelgood》는 빌보드 200 차트에서 1위를 차지했고, 이 자리를 차지한 밴드의 유일한 음반이 되었다. 이 음반은 1989년 머틀리 크루가 음주와 재활을 추구한 후 녹음한 첫 번째 음반이다. 이 음반은 머틀리 크루의 베스트셀러 음반일 뿐만 아니라 음악 평론가들과 팬들로부터 밴드의 최고 스튜디오 음반으로 높이 평가받고 있다. 이 음반은 1997년 음반 《Generation Swine》이 나오기 전까지 리드 싱어 빈스 닐과 함께 녹음한 밴드의 마지막 음반이기도 했다.

## 녹음
프로듀서 밥 록은 머틀리 크루와 함께 일하는 것이 어렵다는 것을 알게 되었고, 그들을 "와인 한 병을 마시고 서로를 죽이고 싶어했던 네 명의 LA 나쁜 엉덩이"라고 묘사했다. 갈등을 최소화하고 제작이 원활하게 진행될 수 있도록 하기 위해 록은 각 멤버들이 각자의 파트를 따로 녹음하도록 했다.
〈Don't Go Away Mad (Just Go Away)〉의 가사는 이 밴드의 1983년 음반 《Shout at the Devil》에 수록된 〈Too Young to Fall in Love〉에 대한 언급을 담고 있다.
인트로 곡 〈T.n.T. (Terror 'n Tinseltown)〉에는 "닥터 데이비스, 전화 주세요"라고 말하는 여성의 샘플이 등장한다. 이 샘플은 밴드 퀸스라이크가 그들의 노래 〈Eyes of a Stranger〉에 사용한 것과 같은 샘플로, 《[[Operation: Mindcrime]》이 《Dr. Feelgood》 1년 전에 발매한 음반에서 삭제되었다.
〈Slice of Your Pie〉는 비틀즈의 《Abbey Road》 음반에 수록된 〈She's So Heavy〉를 기반으로 한다.
에어로스미스의 스티븐 타일러는 〈Sticky Sweet〉에서 백 보컬을 부른다. 비슷한 시기 밴쿠버에 있던 타일러는 "니키와 토미와 나는 많이 놀았다"고 《Pump》를 녹음했다. "물론, 우리는 모두 예전의 술과 약을 먹던 시절을 닮았습니다."

## 발매
《Dr. Feelgood》는 미국에서 6백만 장 이상의 판매고를 올렸으며, 영국에서는 골드에 올랐다. 다양한 인터뷰에서 머틀리 크루의 멤버들은 이 음반이 그들의 집단적인 금주 운동 덕분에 음악적인 관점에서 가장 견고한 음반이라고 말했다.

## 곡 목록
| #   | 제목                                 | 작사·작곡                    | 재생 시간 |
| --- | ------------------------------------ | ---------------------------- | --------- |
| 1.  | 〈T.n.T. (Terror 'n Tinseltown)〉    | 니키 식스                    | 0:42      |
| 2.  | 〈Dr. Feelgood〉                     | 믹 마스, 식스                | 4:50      |
| 3.  | 〈Slice of Your Pie〉                | 식스, 마스                   | 4:32      |
| 4.  | 〈Rattlesnake Shake〉                | 마스, 식스, 빈스 닐, 토미 리 | 3:40      |
| 5.  | 〈Kickstart My Heart〉               | 식스                         | 4:48      |
| 6.  | 〈Without You〉                      | 식스, 마스                   | 4:29      |
| 7.  | 〈Same Ol' Situation (S.O.S.)〉      | 리, 식스, 닐, 마스           | 4:12      |
| 8.  | 〈Sticky Sweet〉                     | 마스, 식스                   | 3:52      |
| 9.  | 〈She Goes Down〉                    | 마스, 식스                   | 4:37      |
| 10. | 〈Don't Go Away Mad (Just Go Away)〉 | 식스, 마스                   | 4:40      |
| 11. | 〈Time for Change〉                  | 식스, 도나 맥대니얼          | 4:45      |

## 인증

### 음반
| 국가                       | 인증        | 판매량/출하량 |
| -------------------------- | ----------- | ------------- |
| 오스트레일리아 (ARIA)      | 플래티넘    | 70,000^       |
| 캐나다 (뮤직 캐나다)       | 3× 플래티넘 | 300,000^      |
| 일본 (RIAJ)                | 골드        | 100,000^      |
| 뉴질랜드 (RMNZ)            | 플래티넘    | 15,000^       |
| 스위스 (IFPI 스위스)       | 골드        | 25,000^       |
| 영국 (BPI)                 | 골드        | 100,000^      |
| 미국 (RIAA)                | 6× 플래티넘 | 6,000,000^    |
| ^출하량을 기반으로 한 인증 |             |               |

### 비디오
| 국가                       | 인증     | 판매량/출하량 |
| -------------------------- | -------- | ------------- |
| 미국 (RIAA)                | 플래티넘 | 100,000^      |
| ^출하량을 기반으로 한 인증 |          |               |